# CTA-102
Trong thiên văn học, CTA 102, còn được gọi là tọa độ B1950 là 2230+114 (QSR B2230+114) và tọa độ J2000 của nó là J2232+1143 (QSO J2232+1143), là một chuẩn tinh được phát hiện vào đầu những năm 1960 trong một cuộc khảo sát vô tuyến của Viện Công nghệ California. Nó đã được quan sát bởi một loạt các công cụ kể từ khi phát hiện ra nó, bao gồm WMAP, EGRET, GALEX, VSOP và Parkes, và thường được chụp bởi Mảng đường cơ sở rất dài toàn cầu từ năm 1995. cũng được phát hiện trong các tia gamma và một tia lửa gamma đã được phát hiện từ nó.
Năm 1963 Nikolai Kardashev đề xuất rằng nguồn vô tuyến không xác định sau đó có thể là bằng chứng của nền văn minh ngoài Trái Đất loại II hoặc III trên thang Kardashev. Các quan sát tiếp theo được công bố vào năm 1965 bởi Gennady Sholomitskii, người phát hiện ra rằng phát xạ vô tuyến của thiên thể này là khác nhau; một thông báo công khai về những kết quả này vào ngày 12 tháng 4 năm 1965, gây ra một sự kiện trên toàn thế giới. Ý tưởng rằng sự phát xạ là do một nền văn minh đã bị từ chối khi nguồn vô tuyến sau đó được xác định là một trong nhiều loại của một chuẩn tinh.
CTA 102 là một trong hai báo động sai lớn trong lịch sử của SETI, cái còn lại là sự phát hiện ra các sao xung, cụ thể là PSR B1919+21, là những sao neutron quay.
Ban nhạc rock dân gian Mỹ The Byrds đã phản ánh một cách kỳ lạ quan điểm ban đầu rằng CTA-102 là một dấu hiệu của trí thông minh ngoài Trái Đất trong bài hát "CTA-102" nằm trong album 1967 Younger Than Today của họ.
Vào cuối năm 2016 CTA 102, thường phát sáng xung quanh cấp sao +17, có sự phát sáng mạnh trong ánh sáng khả kiến đến cường độ +11 (sáng hơn 250 lần so với thông thường). Đây có thể là trạng thái blazar phát sáng nhất từng được quan sát, với cấp sao tuyệt đối vượt quá -32.
Một sự kiện mới bắt đầu vào tháng 12 năm 2017, với sự gia tăng tia gamma  và hoạt động quang học. Tính đến ngày 22 tháng 12 năm 2017, nó đã đạt cường độ +14.